# Aue-Bad Schlema

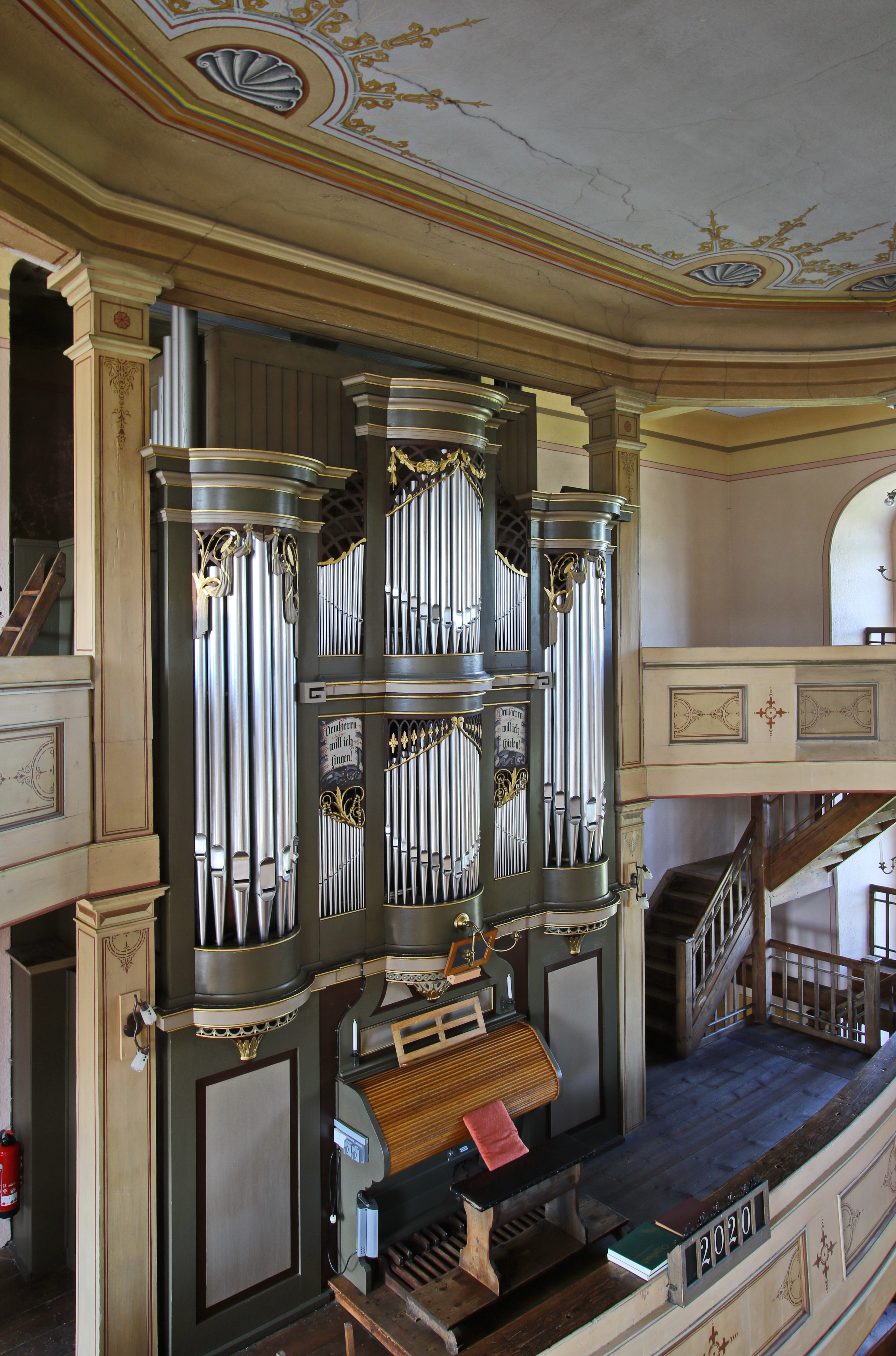
Orgue de l'église de Aue-Bad Schlema. Mai 2020.

Aue-Bad Schlema est une ville allemande située dans le sud du Land de Saxe, créée le 1er janvier 2019 par la fusion de la ville d'Aue et de la commune de Bad Schlema. 

## Quartiers
- Alberoda
- Aue
- Bad Schlema
- Wildbach